# Административное деление Австрии
Согласно Конституции, Австрия является федеративной республикой и состоит из 9 земель (нем. Bundesländer, ед. ч. нем. Bundesland).

## История
Республика Австрия была создана после Первой мировой войны на развалинах многонациональной Австро-Венгерской империи из 9 немецкоязычных земель, которые получили своё территориальное оформление ещё в Средние века, отделившись от немецких княжеств.
Зальцбург до 1803 года был независимым княжеством под управлением Зальцбургского архиепископа в составе Священной Римской империи.
Верхняя и Нижняя Австрия в прошлом представляли собой две полусамостоятельные части Австрийского эрцгерцогства — княжества, которое являлось историческим сердцем Австро-Венгерской империи и которому после Первой мировой войны пришлось расстаться со значительными территориями в пользу Чехословакии.
Исторический предшественник Каринтии — герцогство Каринтия; Штирии — герцогство Штирия, Тироля — графство Тироль; часть территории этих исторических провинций при проведении границ государства Австрия была передана соседям — Италии и Югославии.
Форарльберг входил в состав графства Тироль до 1918, Вена — в состав Нижней Австрии до 1921. Бургенланд — искусственное образование, сформированное из четырёх этнически германских районов Венгрии, которые были уступлены Австрии в 1920—1921 годах.

### 1952—1956 годы
Столица — Вена.
Федеральная республика. Расположена в Центральной Европе.
Координаты: 46°22′—49°00′ сев. широты, 9°32′—17°10′ вост. долготы.
Площадь: 83,9 тыс. км².
Население: 6919 тыс. человек (по переписи 1951 года).
Австрия граничит с Швейцарией, Лихтенштейном, Германией, Чехословакией, Венгрией, Югославией и Италией.
После разгрома гитлеровских войск в войне 1941—1945 годах в Австрии были образованы 4 зоны оккупации: Советская, Американская, Британская и Французская. В городе Вена были образованы 4 сектора оккупации.
Австрия состоит из 9 земель (нем. Bundesländer — союзные земли), в том числе столицы Вена, приравненной в административном отношении к земле.
Земли делятся на округа (нем. Verwaltungsbezirke), округа состоят из общин (нем. Ortsgemeinden).
Австрия разделена на 4039 общин.
| № п/п | Земля           | Площадь, тыс. км² | Население, тыс. чел. (перепись 1.06.1951) | Административный центр | Население адм. центра, тыс. чел. (перепись 1.06.1951) |
| ----- | --------------- | ----------------- | ----------------------------------------- | ---------------------- | ----------------------------------------------------- |
| 1     | Бургенланд      | 4,0               | 275,9                                     | Эйзенштадт             | 5,4                                                   |
| 2     | Вена            | 1,2               | 1760,8                                    | Вена                   | 1760,8                                                |
| 3     | Верхняя Австрия | 12,0              | 1107,6                                    | Линц                   | 185,2                                                 |
| 4     | Зальцбург       | 7,2               | 324,1                                     | Зальцбург              | 100,1                                                 |
| 5     | Каринтия        | 9,5               | 474,2                                     | Клагенфурт             | 62,8                                                  |
| 6     | Нижняя Австрия  | 18,4              | 1249,6                                    | Вена                   | —                                                     |
| 7     | Тироль          | 12,6              | 426,5                                     | Инсбрук                | 94,6                                                  |
| 8     | Форарльберг     | 2,6               | 193,7                                     | Брегенц                | 20,3                                                  |
| 9     | Штирия          | 16,4              | 1106,6                                    | Грац                   | 226,3                                                 |

#### Изменения
- В 1954 году земля Вена была возвращена в довоенные границы.

### 1957—1964 годы
Столица — Вена.
Австрия расположена в Центральной Европе.
Граничит с Швейцарией, Лихтенштейном, Германией, Чехословакией, Венгрией, Югославией и Италией.
Площадь: 83,9 тыс. км².
Население: 6974,1 тыс. человек (по оценке 1955 года).
Австрия состоит из 9 земель (нем. Bundesländer — федеральные земли), в том числе столицы Вена, приравненной в административном отношении к земле.
Земли делятся на округа (нем. Bezirke), округа состоят из общин (нем. Ortsgemeinden).
Австрия разделена на 4034 общин.
| № п/п | Земля           | Площадь, тыс. км² | Население, тыс. чел. (перепись 1.06.1951) | Административный центр | Население адм. центра, тыс. чел. (перепись 1.06.1951) |
| ----- | --------------- | ----------------- | ----------------------------------------- | ---------------------- | ----------------------------------------------------- |
| 1     | Бургенланд      | 4,0               | 276,1                                     | Эйзенштадт             | 5,5                                                   |
| 2     | Вена            | 0,4               | 1616,1                                    | Вена                   | 1616,1                                                |
| 3     | Верхняя Австрия | 12,0              | 1108,7                                    | Линц                   | 184,7                                                 |
| 4     | Зальцбург       | 7,2               | 327,2                                     | Зальцбург              | 102,9                                                 |
| 5     | Каринтия        | 9,5               | 474,8                                     | Клагенфурт             | 62,8                                                  |
| 6     | Нижняя Австрия  | 19,2              | 1400,5                                    | Вена                   | —                                                     |
| 7     | Тироль          | 12,6              | 427,5                                     | Инсбрук                | 95,1                                                  |
| 8     | Форарльберг     | 2,6               | 193,7                                     | Брегенц                | 20,3                                                  |
| 9     | Штирия          | 16,4              | 1109,3                                    | Грац                   | 226,4                                                 |

### 1965—1970 годы
Столица — Вена.
Австрия — государство в Центральной Европе. Федеративная республика.
Площадь — 83,9 тыс. км².
Население — 7171 тыс. человек (по оценке 1963 года).
Государственный язык — немецкий.
Австрия — федерация 9 земель (федеральные земли), в том числе столицы Вена, приравненной в административном отношении к земле.
Земли делятся на 96 округов и 3989 общин.
| № п/п | Земля           | Площадь, тыс. км² | Население, тыс. чел. (перепись 21.03.1961) | Административный центр | Население адм. центра, тыс. чел. (перепись 21.03.1961) |
| ----- | --------------- | ----------------- | ------------------------------------------ | ---------------------- | ------------------------------------------------------ |
| 1     | Бургенланд      | 4,0               | 271,0                                      | Эйзенштадт             | 7,2                                                    |
| 2     | Вена            | 0,4               | 1627,6                                     | Вена                   | 1627,6                                                 |
| 3     | Верхняя Австрия | 12,0              | 1131,6                                     | Линц                   | 196,0                                                  |
| 4     | Зальцбург       | 7,2               | 347,3                                      | Зальцбург              | 108,1                                                  |
| 5     | Каринтия        | 9,5               | 495,2                                      | Клагенфурт             | 69,2                                                   |
| 6     | Нижняя Австрия  | 19,2              | 1374,0                                     | Вена                   | —                                                      |
| 7     | Тироль          | 12,6              | 462,9                                      | Инсбрук                | 100,7                                                  |
| 8     | Форарльберг     | 2,6               | 226,3                                      | Брегенц                | 22,5                                                   |
| 9     | Штирия          | 16,4              | 1137,9                                     | Грац                   | 237,1                                                  |

### 1971—1991 годы
Столица — Вена.
Австрия — государство в Центральной Европе. Федеративная республика.
Площадь — 83,9 тыс. км².
Население — 7443,8 тыс. человек (по переписи 1971 года, предварительный результат).
Государственный язык — немецкий.
Австрия — федерация 9 земель (федеральные земли), в том числе столицы Вена, приравненной в административном отношении к земле.
Земли делятся на 98 округов и 3183 общины.
| № п/п | Земля           | Площадь, тыс. км² | Население, тыс. чел. (оценка на 1.07.1970) | Административный центр | Население адм. центра, тыс. чел. (оценка на 1968) |
| ----- | --------------- | ----------------- | ------------------------------------------ | ---------------------- | ------------------------------------------------- |
| 1     | Бургенланд      | 4,0               | 263,3                                      | Эйзенштадт             | 7,8                                               |
| 2     | Вена            | 0,4               | 1643,1                                     | —                      | —                                                 |
| 3     | Верхняя Австрия | 12,0              | 1221,2                                     | Линц                   | 205,8                                             |
| 4     | Зальцбург       | 7,2               | 398,9                                      | Зальцбург              | 120,2                                             |
| 5     | Каринтия        | 9,5               | 525,0                                      | Клагенфурт             | 72,5                                              |
| 6     | Нижняя Австрия  | 19,2              | 1353,8                                     | Вена                   | —                                                 |
| 7     | Тироль          | 12,6              | 518,9                                      | Инсбрук                | 113,5                                             |
| 8     | Форарльберг     | 2,6               | 277,7                                      | Брегенц                | 23,6                                              |
| 9     | Штирия          | 16,4              | 1189,1                                     | Грац                   | 253,0                                             |

#### Изменения
- 10 июля 1986 года административный центр Нижней Австрии перенесён из Вены в Санкт-Пёльтен.

## Земли Австрии
У каждой федеральной земли имеется собственный выборный законодательный орган — ландтаг (нем. Landtag), правительство (нем. Landesregierung), состоящий из земельного губернатора (нем. Landeshauptmann) и земельных советников (нем. Landesrat). Выборы проводятся раз в пять лет (в Верхней Австрии — раз в шесть лет). Земельный губернатор и земельные советники избираются ландтагом.
Федеральные земли располагают сравнительно небольшими законодательными полномочиями. Это в основном обусловлено историческими причинами, поскольку в период империи центральная власть была в основном сосредоточена в столице — Вене.
Верхняя Австрия, Нижняя Австрия, Вена и Бургенланд расположены в долине Дуная, и поэтому почти вся их территория пригодна для земледелия. Остальные же пять земель занимают восточные предгорья Альп и малопригодны как для сельского хозяйства, так и для тяжёлой промышленности. Поэтому население на территории, занимаемой современной Австрией, с доисторических времён проживало в местах, где сегодня расположены эти четыре земли. Самый густонаселённый регион — Вена. Пригороды Вены расположены уже в Нижней Австрии. Несмотря на это, плотность населения в этой земле невысока, поскольку большие площади заняты под сельское хозяйство. Наименьшая плотность населения — в высокогорном Тироле, географически изолированной Каринтии и аграрном Бургенланде.

## Округа Австрии
Федеральные земли делятся на 80 политических округов и 15 уставных городов с расширенными статусами, которые формируют округа с их собственными правами.
Австрийский округ занимает примерно такое же положение как графства в Великобритании или округа в Германии и США. Администрацию округа, Bezirkshauptmannschaft, возглавляет Bezirkshauptmann, «капитан округа». Чиновники районного уровня не выбираются, а назначаются правительством округа.
В ведении округов находятся все вопросы федерального и окружного административного права при условии указаний от высших инстанций, обычно Landeshauptmann (губернатора) в вопросах федерального законодательства и Landesregierung (губернатора округа) в вопросах законодательства округа. Таким образом округ в Австрии является основной единицей общего управления.

## Общины Австрии
Община — независимая (автономная) единица местного самоуправления в Австрии. Политическая община в Австрии является административно-территориальной единицей 3-го уровня. Она представляет собой небольшую административную единицу с городом, ярмарочным посёлком или сельским населённым пунктом (поселением) в качестве центра (как правило, самым крупным в общине), вокруг которого могут располагаться несколько небольших селений или хуторов. Иногда общину образует всего один населённый пункт. По состоянию на 1 мая 2015 года в Австрии насчитывается 2100 политических общин.
Правовые отношения общин закреплены в статьях 115—120 Конституции Австрии. В соответствии со статьями 115 и 116 Конституции Австрии община — территориальная единица с правом самоуправления и одновременно административная единица. «Каждая земля (федеральная земля) делится на общины. Каждый участок территории страны должен принадлежать какой-то общине. Община является самостоятельной хозяйственной единицей. Она имеет право в пределах, установленных общими законами Федерации и земли, владеть всякого рода имуществом, приобретать его и распоряжаться им, заниматься хозяйственным предпринимательством, а также в рамках финансовой системы самостоятельно определять свой бюджет и взимать налоги.